# Лейксайд (тауншип, округ Эйткин, Миннесота)
Лейксайд (англ. Lakeside) — тауншип в округе Эйткин, Миннесота, США. На 2000 год его население составило 495 человек.

## География
По данным Бюро переписи населения США площадь тауншипа составляет 95,5 км², из которых 75,3 км² занимает суша, а 20,1 км² — вода (21,08 %).

## Демография
По данным переписи населения 2000 года здесь находились 495 человек, 240 домохозяйств и 161 семья.  Плотность населения —  6,6 чел./км².  На территории тауншипа расположено 579 построек со средней плотностью 7,7 построек на один квадратный километр. Расовый состав населения: 98,18 % белых, 1,01 % коренных американцев, 0,40 % азиатов, 0,20 % c Тихоокеанских островов и 0,20 % приходится на две или более других рас. Испанцы или латиноамериканцы любой расы составляли 0,20 % от популяции тауншипа.
Из 240 домохозяйств в 14,2 % воспитывались дети до 18 лет, в 60,4 % проживали супружеские пары, в 3,8 % проживали незамужние женщины и в 32,9 % домохозяйств проживали несемейные люди. 30,0 % домохозяйств состояли из одного человека, при том 12,5 % из — одиноких пожилых людей старше 65 лет. Средний размер домохозяйства — 2,06, а семьи — 2,52 человека.
16,6 % населения — младше 18 лет, 3,6 % — в возрасте от 18 до 24 лет, 15,6 % — от 25 до 44, 36,2 % — от 45 до 64, и 28,1 % — старше 65 лет. Средний возраст — 54 года. На каждые 100 женщин приходилось 115,2 мужчин.  На каждые 100 женщин старше 18 приходилось 112,9 мужчин.
Средний годовой доход домохозяйства составлял 28 462 доллара, а средний годовой доход семьи —  31 818 долларов. Средний доход мужчин —  34 375  долларов, в то время как у женщин — 17 917. Доход на душу населения составил 19 908 долларов. За чертой бедности находились 9,0 % семей и 9,3 % всего населения тауншипа, из которых 21,6 % младше 18 и 6,3 % старше 65 лет.